# Tópaga
Tópaga – miasto w Kolumbii, w departamencie Boyacá.